# Extrusoma
Las extrusomas son orgánulos limitados por membranas que se encuentran en las células de algunos organismos eucariotas y que, bajo ciertas condiciones, generalmente por estímulos de diferente tipo (por ejemplo, mecánico o químico), descargan su contenido fuera de la célula. Hay distintos tipos, probablemente no homólogos, cuyas funciones son diversas. Entre ellos se incluyen:
- Mucocistos. Son orgánulos que descargan una masa mucosa. Se presentan en ciertos protistas, que los usan para la formación de cubiertas protectoras, de quistes, o para apoyar al movimiento en el caso de  diatomeas y euglenoideos.

- Tricocistos o eyectosomas. Son orgánulos que disparan filamentos. Se presentan en ciertos protistas, que los utilizan como defensa y para anclar el alimento. Típicamente los orgánulos tienen forma baciliforme y están situados en filas y perpendicularmente a la superficie de la célula. El filamento usualmente termina en una punta barbada con aspecto de flecha. Esta punta no se aprecia cuando está dentro de la célula, por lo que se supone que se polimeriza en el momento del disparo. Se presentan, por ejemplo, en ciliados, dinoflagelados y criptofitas. Se pueden distinguir tres tipos de tricocistos: discobolocistos (con forma de disco, por ejemplo, Ochromonas), teniobolocistos (con forma de cinta enrollada en espiral, por ejemplo, Paramecium), acantobolocistos (con forma cilíndrica, por ejemplo, Cryptomonas).

- Toxicistos. Son orgánulos que disparan componentes tóxicos. Se presentan en ciertos protistas que son depredadores activos. Se distinguen dos tipos: uno con forma de tubo invaginado (por ejemplo, Homalozoon), el otro con forma de botella (haptocistos en suctores y heliozoos).

- Nematocistos. Son orgánulos presentes en ciertas células de los cnidarios. Las células tienen forma oval y se distribuyen por la superficie corporal del animal, concentrándose sobre todo en los tentáculos. Los nematocistos contienen un estilete y un filamento enrollado, bañados en un líquido urticante. Un opérculo sensible a la presión dispara el estilete. Este permanece unido mediante el filamento hueco a través del cual circula el líquido urticante. Cuando se dispara, la célula muere y es reemplazada por una nueva a partir de células no diferenciadas. Los nematocistos se utilizan como defensa y para capturar a las presas.